# Kuit II. od Egipta
Kuit II. je bila egipatska kraljica supruga 6. dinastije kao supruga faraona Tetija, prvog vladara te dinastije. Ona je bila njegova glavna žena. Druga Tetijeva žena, plemenitija od Kuit, bila je Iput I.
Naslovi:
- "Kraljeva žena, njegova voljena"
- "Horusova družica"

## Djeca
Kuit je bila majka princa Tetianka Crnog i princeze Sešešet Šešit. Prema jednoj teoriji, bila je majka faraona Userkarea. 

## Piramida
Piramide Iput i Kuit otkrio je Victor Loret. On je mislio da se radi o mastabi, ali zapravo je riječ o piramidi. 

## Vanjske poveznice
|  | Zajednički poslužitelj ima još gradiva o temi Kuit II. od Egipta |